# Sedlo pod Strážnou
Sedlo pod Strážnou se nachází pod vrcholem Strážná v Oderských vrších (subprovincie pohoří Nízký Jeseník) ve vojenském prostoru Libavá v okrese Olomouc v Olomouckém kraji. Nachází se zde pietní místo. Poblíž se nacházejí zaniklé vesnice Varhošť a Jestřabí. Protože Sedlo pod Strážnou se nachází ve vojenském prostoru, tak je bez povolení nepřístupné (výjimkou může být cykloturistická akce Bílý kámen). Podobně jako blízký Bílý kámen, také toto místo sloužilo ke shromažďování občanů z blízkých obcí a jako turistický cíl.

## Smírčí kříž
Na místě se nachází torzo smírčího kříže (nazývaného také Kamenný kříž u Jestřabí pod Strážnou) z roku 1857, který je umístěn mezi čtyřmi vysazenými lípami. K místu se váže pověst o tom, že zde spáchal sebevraždu milenecký pár, který zde byl pohřben. Na místě je umístěn také novější dřevěný kříž a dvě informační tabule.
Na kříži je vytesán německý nápis
| „ | OFFER DER LIEBE | “ |

| „ | Oběť lásky | “ |

V roce 2021 bylo torzo smírčího kříže doplněno Jaromírovým křížem.

## Další informace
Místo je přístupné jen po polních a lesních cestách nejlépe od kopce Strážná. Obvykle jedenkrát ročně je Sedlo pod Strážnou a jeho okolí přístupné veřejnosti v rámci cyklo-turistické akce Bílý kámen.

## Galerie

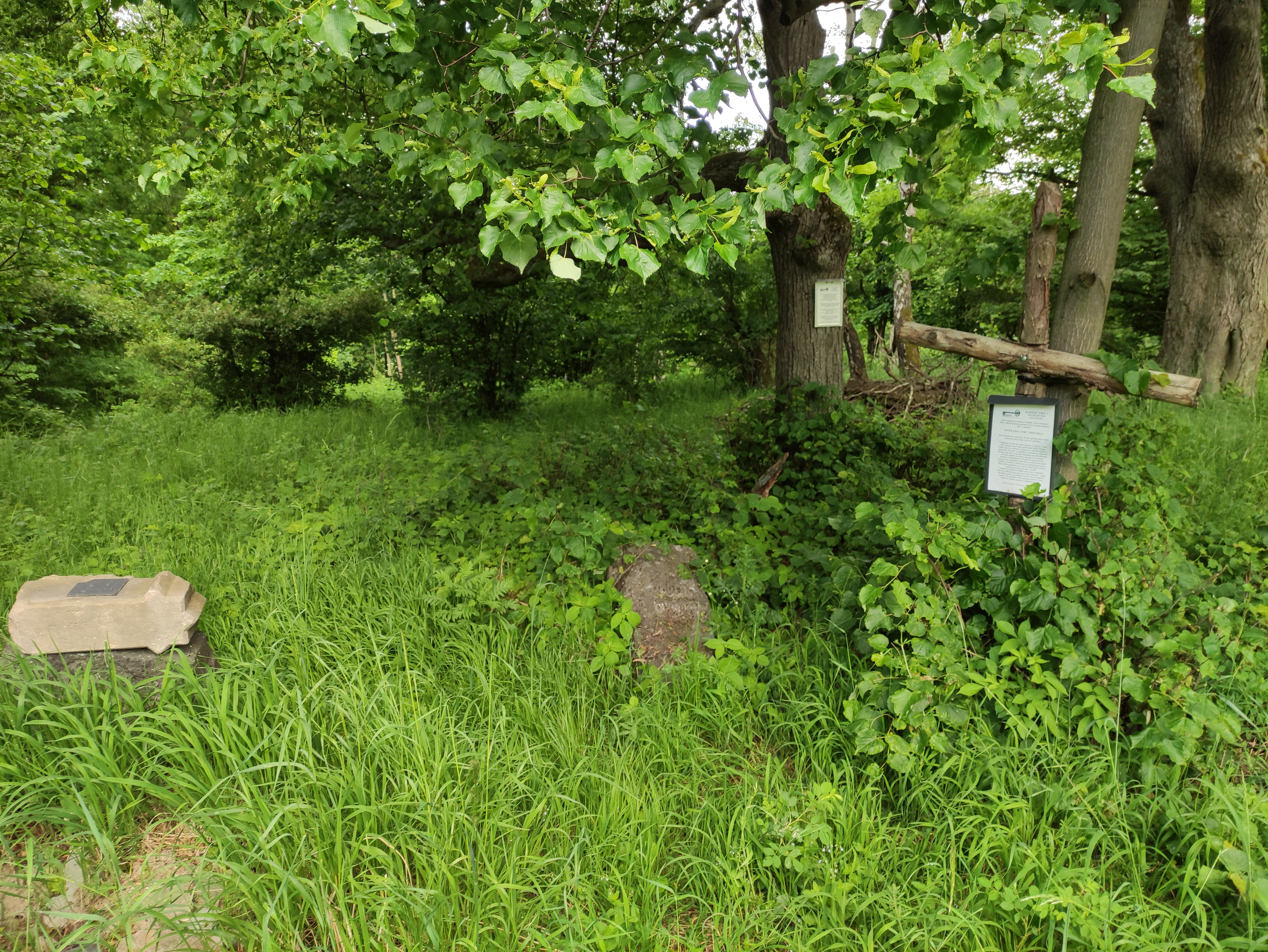
Pietní místo v Sedle pod Strážnou
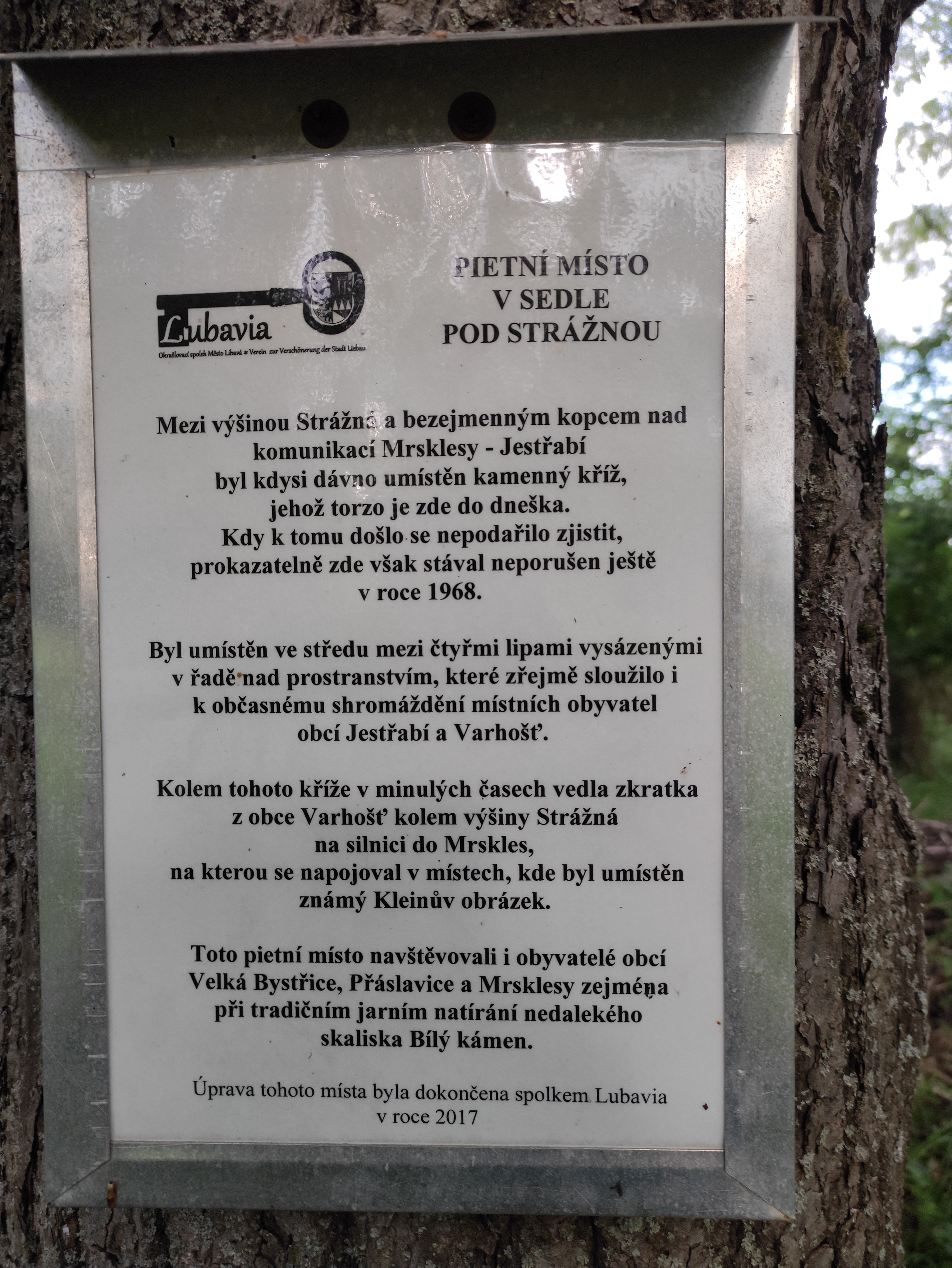
Informační tabule na místě
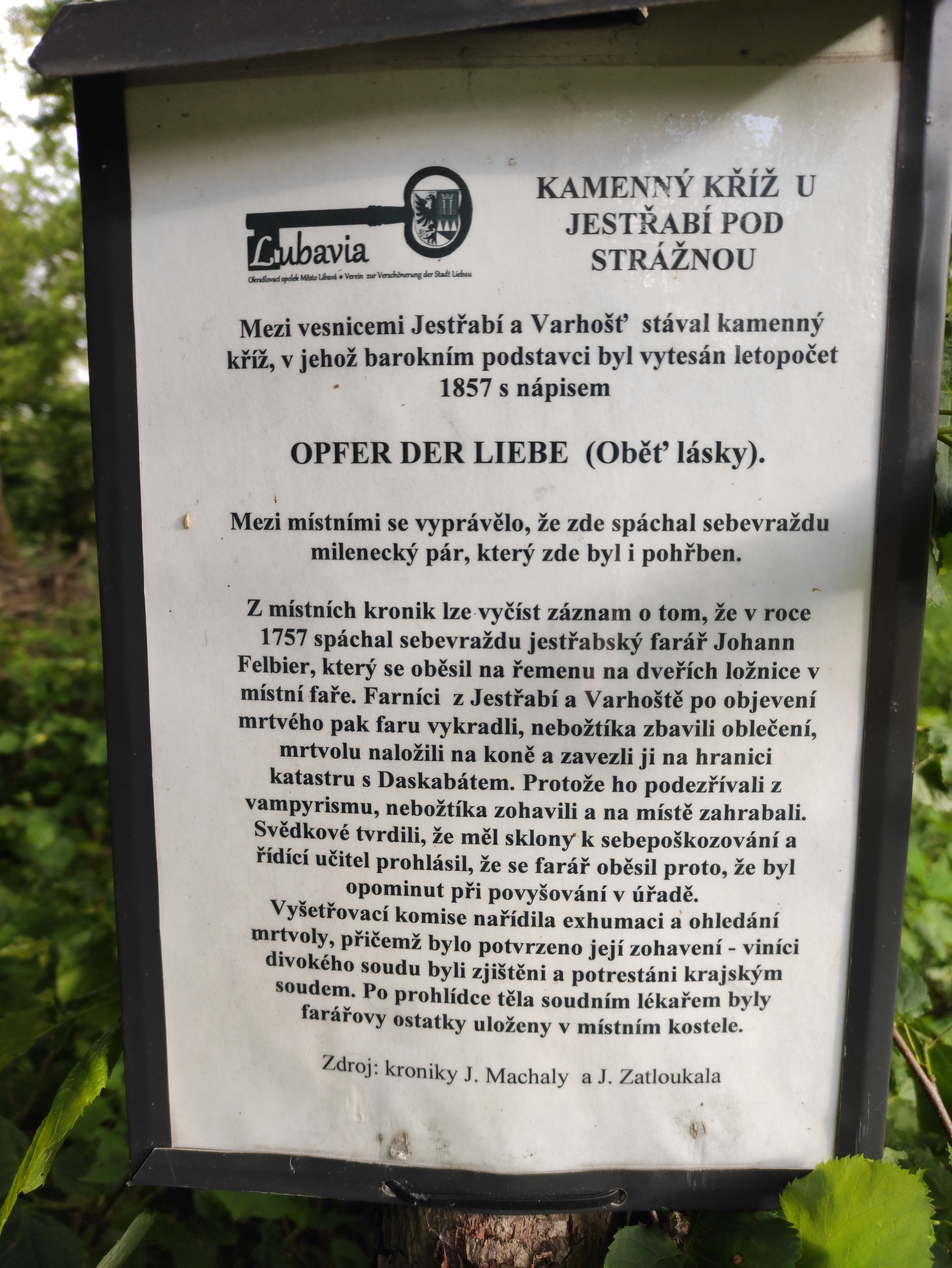
Informační tabule na místě
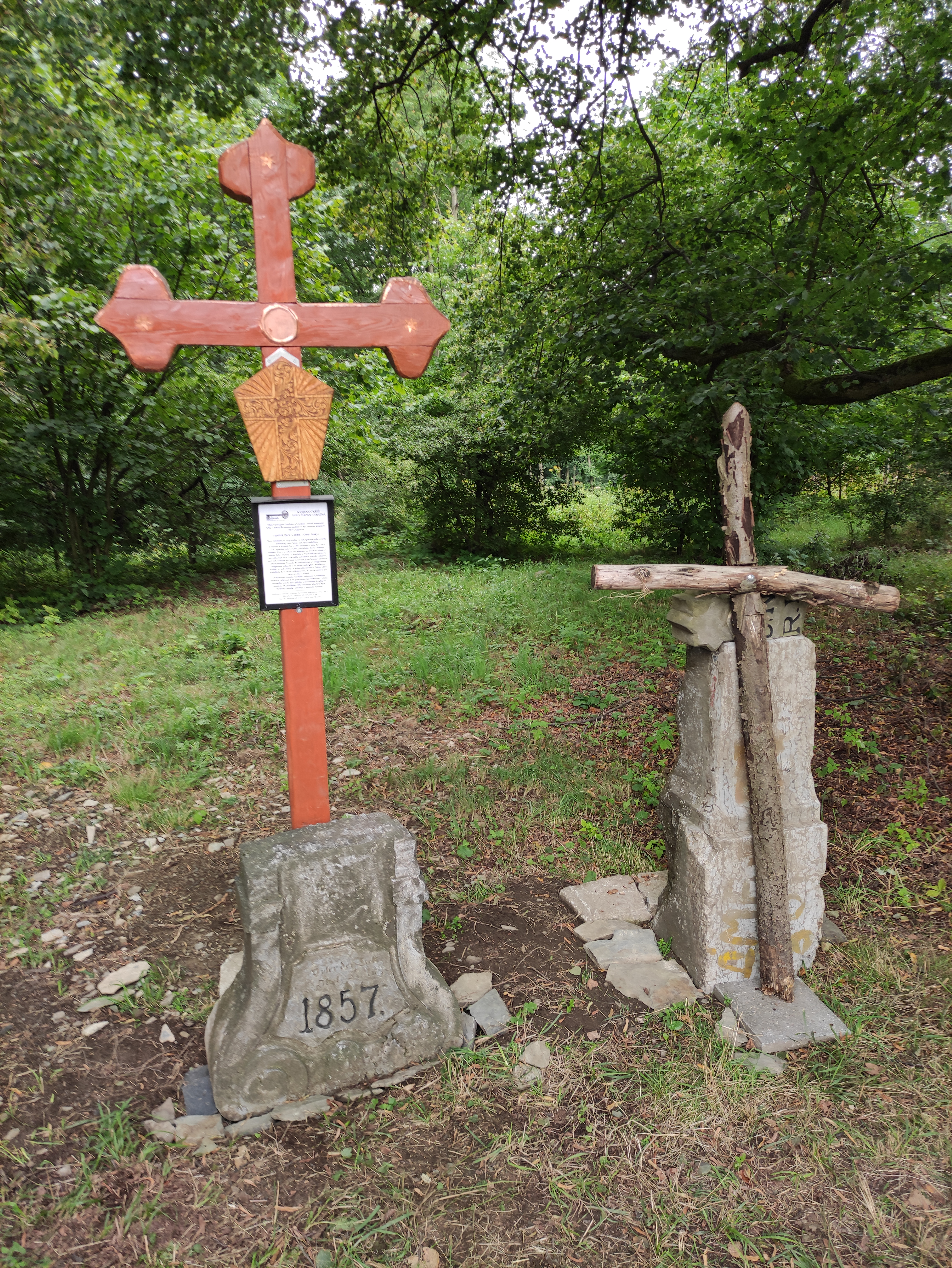
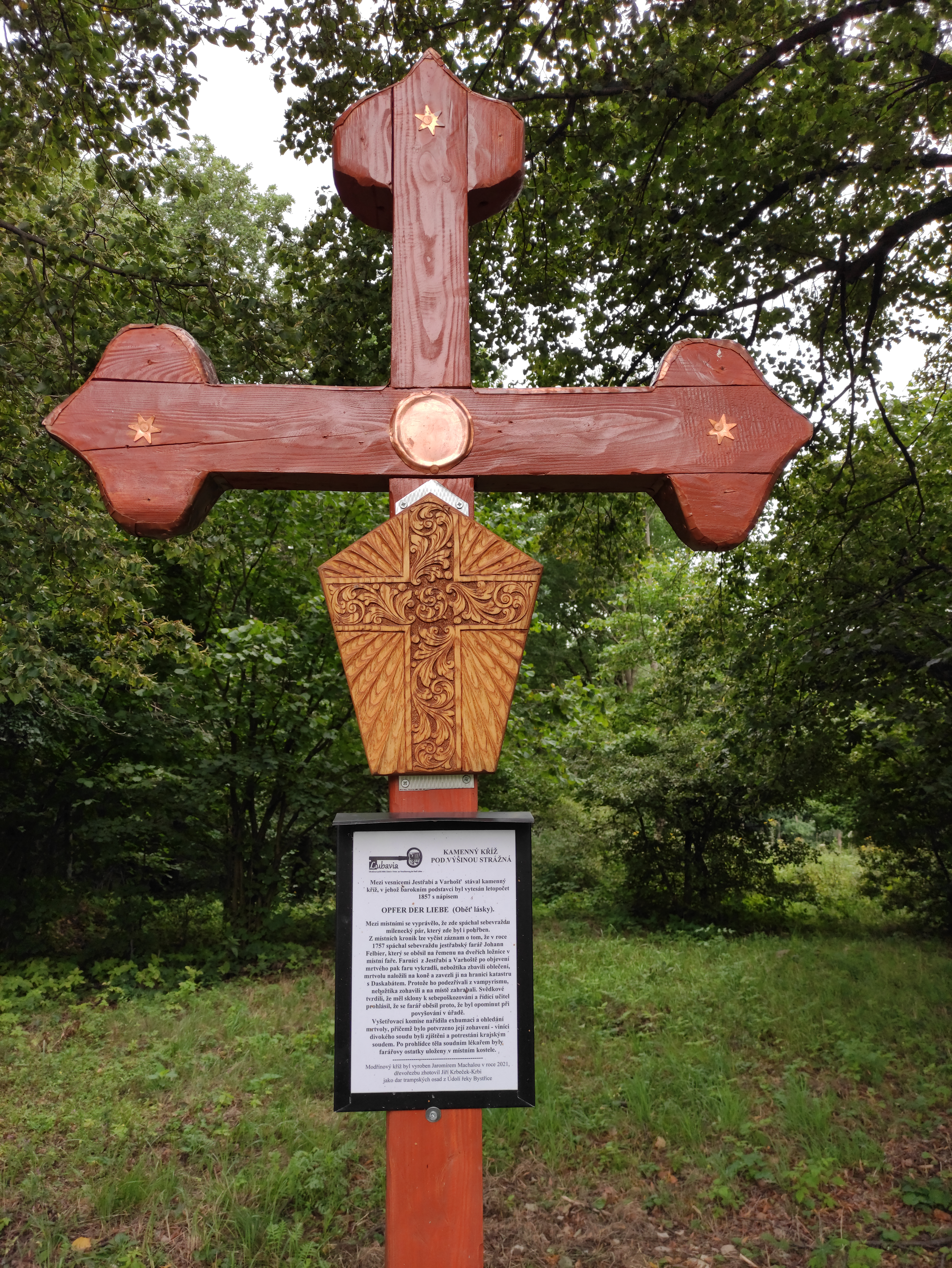
Jaromírův kříž